# Иларий
Вижте пояснителната страница за други личности с името Иларий.
Иларий (на латински: Hilarius PP.) е римски папа от 19 ноември 461 до 28 февруари 468 г. Канонизиран е за светец след смъртта си.
Според Liber Pontificalis е родом от Сардиния и е син на някой си Криспин. Бил архидякон на Лъв I (папа) и негов легат на Ефеския събор през 449 г., където отстоявал правата вяра пред монофизитите, а също и бил решително против низложението на Константинополския епископ Флавиан. Спасявайки се с бягство от бурното събрание на монофизитите се върнал в Рим.
Построил три часовника при Латеранската баптистерия, един от които е посветен на св. Йоан Евангелист като благодарност за спасението от събора.
Паметта му се почита по римския календар на 28 февруари.